# 877 Walküre
877 Walküre eller 1915 S7 är en asteroid i huvudbältet, som upptäcktes den 13 september 1915 av den ryske astronomen Grigorij N. Neujmin vid Simeiz-observatoriet på Krim. Den är uppkallad efter Valkyria i den mordiska mytologin.
Asteroiden har en diameter på ungefär 38 kilometer.